# John W. Boehne
John William Boehne  (* 28. Oktober 1856 in Scott, Vanderburgh County, Indiana; † 27. Dezember 1946 in Evansville, Indiana) war ein US-amerikanischer Politiker. Zwischen 1909 und 1913 vertrat er den Bundesstaat Indiana im US-Repräsentantenhaus.

## Werdegang
John Boehne war der Vater des gleichnamigen Kongressabgeordneten John Boehne Jr. (1895–1973). Er besuchte die öffentlichen Schulen seiner Heimat, die German Parochial School of the Lutheran Church und das Evansville Business College. Ab 1872 war er in Evansville ansässig, wo er als Buchhalter arbeitete. Später stellte er Öfen und Herde her. Außerdem engagierte er sich noch in verschiedenen anderen Wirtschaftsbereichen. Politisch war Boehne Mitglied der Demokratischen Partei. In den Jahren 1897 und 1899 wurde er in den Stadtrat von Evansville gewählt. Im Jahr 1901 kandidierte er dort noch erfolglos für den Posten des Bürgermeisters. 1905 wurde er dann in dieses Amt gewählt, das er bis 1908 ausüben konnte. In diesem Jahr war er auch Delegierter zur Democratic National Convention in Denver, auf der William Jennings Bryan zum dritten Mal als Präsidentschaftskandidat nominiert wurde.
Bei den Kongresswahlen des Jahres 1908 wurde Boehne im ersten Wahlbezirk von Indiana in das US-Repräsentantenhaus in Washington, D.C. gewählt, wo er am 4. März 1909 die Nachfolge von John H. Foster antrat. Nach einer Wiederwahl konnte er bis zum 3. März 1913 zwei Legislaturperioden im Kongress absolvieren. Im Jahr 1912 verzichtete er auf eine erneute Kandidatur. Nach seinem Ausscheiden aus dem US-Repräsentantenhaus war Boehne Direktor bei der Filiale der Federal Reserve Bank in St. Louis (Missouri). Danach zog er sich in den Ruhestand zurück, den er in Evansville verbrachte. Dort ist er am 27. Dezember 1946 im Alter von 90 Jahren verstorben.